# Povstání na Čedžu

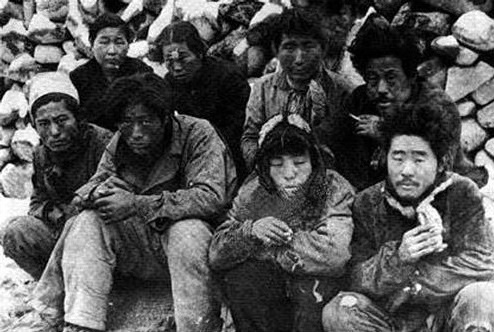
Obyvatelé Čedžu čekají na popravu, květen 1948

Povstání na Čedžu bylo povstání, které vypuklo na korejském ostrově Čedžu 3. dubna 1948 a trvalo do května 1949, ačkoli malá ohniska odporu existovala až do roku 1954. Na počátku povstání byla jižní část Koreje pod americkou správou, Korejská republika byla vyhlášena až 15. srpna 1948.
Podnětem k povstání byla střelba policie do demonstrantů oslavujících výročí konce japonské okupace. Obyvatelé byli protiamericky naladěni, korejská dělnická strana na ostrově měla mnoho členů a sympatizantů; také se bouřili proti vysokým daním a minulé spolupráci místní policie a úřadů s japonskými okupanty. Povstalci napadli 12 policejních stanic a při střetech zemřelo nejméně 100 lidí. Také vypálili volební místnosti pro nadcházející volby a zaútočili na politické oponenty a jejich rodiny. Poté vydali prohlášení, ve kterém vyzývali obyvatele, aby povstali proti americké okupační správě.
Jihokorejská vláda na ostrov vyslala 3000 vojáků z 11. policejního pluku, ale 29. dubna se několik stovek z nich vzbouřilo a vydalo rebelům zásoby zbraní, které měli k dispozici. Vyslala také jako paramilitantní skupinu několik stovek členů Severozápadní asociace mládeže, což byli protikomunističtí uprchlíci ze Severní Koreje. Ti byli nechvalně proslulí tím, že zabíjeli mužské ostrovany a pak si násilím brali jejich manželky, aby zdědili jejich majetek [zdroj?]. Generál Kim Ik Ruhl se pokoušel s rebely vyjednávat, ale neúspěšně. Rebelové se stáhli do hor a vláda držela pobřeží, zatímco oblast mezi se stala hlavní bitevní zónou. V říjnu 1948 bylo povstalců asi 4000 a byli špatně vyzbrojeni, přesto si připsali na účet několik menších vítězství. 17. listopadu 1948 vyhlásil I Sung-man, první prezident Jižní Koreje, stanné právo, zatímco na ostrově se odehrávala zvěrstva, jihokorejští vojáci zabíjeli vesničany a skupinově znásilňovali dívky [zdroj?]. Na jaře 1949 dorazily na ostrov čtyři vojenské prapory, které posílily existující síly a jihokorejským jednotkám se tak podařilo povstání brutálně potlačit. 17. srpna 1949 byl odpor rebelů zlomen, když byl zabit jejich hlavní vůdce, I Tuk-ku.
Celkový počet obětí se odhaduje mezi 14 000 a 30 000, tedy až jedna pětina obyvatel ostrova. Dalších asi 40 000 osob uprchlo před boji do Japonska. 70 % z 230 vesnic na ostrově bylo vypáleno a bylo zničeno 39 000 domů. Korejská vláda následně po dalších 50 let brutálně potlačovala vzpomínky na povstání, bylo zakázáno se o událostech na Čedžu byť jen zmínit a byla ničena památná místa [zdroj?]. Až v roce 2003 se vláda oficiálně omluvila.